# Iain Stewart
Iain Simpson Stewart (East Kilbride, 1964) è un geologo e conduttore televisivo britannico.
Membro della Geological Society of London e presidente della Royal Scottish Geographical Society, è professore di Comunicazione della geoscienza (Geoscience Communication) presso l'Università di Plymouth. È membro del comitato scientifico dell'International Geoscience Programme dell'UNESCO.
Descritto come una rock star della geologia, Stewart è famoso al pubblico come presentatore di vari programmi scientifici per la BBC, incluso Terra: Il potere del pianeta (Earth: The Power of the Planet), che ha ricevuto una nomination ai BAFTA Awards.

## Biografia

### Primi anni e formazione
Nato nel 1964 a East Kilbride, nel Lanarkshire, Stewart è il maggiore di tre fratelli. Nel 1978, ancora bambino, recitò nell'adattamento televisivo del romanzo Huntingtower, scritto nel 1922 da John Buchan. Chiusa questa esperienza, studiò Geografia e Geologia all'Università di Strathclyde, presso la quale conseguì una laurea di primo livello nel 1988.
Conseguì il dottorato nel 1990 all'Università di Bristol su ricerche sui terremoti in Grecia e Turchia. Nello stesso anno, iniziò ad insegnare geologia presso il West London Institute of Higher Education a Londra. La sua attività di insegnamento proseguì anche dopo il 1995, quando l'istituto si fuse con la Brunel University. Tornato in Scozia dove si è occupato di divulgazione scientifica, nel 2004 è stato assunto presso l'Università di Plymouth come professore di Geoscience Communication (comunicazione della geoscienza).

### Carriera televisiva
Stewart è tornato in televisione in qualità di esperto per la BBC nel 2002, comparendo nell'episodio Helike - The Real Atlantis del programma Horizon, nel quale fu affrontata la distruzione ad opera di un terremoto della città greca di Helike (riscoperta nel 2001) nel 373 a.C. L'anno seguente è apparso nell'episodio Earthquake Storm dello stesso programma, ed ha partecipato alla quarta serie di Rough Science (andata in onda nel gennaio-febbraio 2004), reality documentaristico nel quale un gruppo di scienziati è sfidato a completare una missione con le risorse locali disponibili e poche provviste.
Sempre nel 2004, ha partecipato alla serie della BBC Journeys from the Centre of the Earth - che negli Stati Uniti è andata in onda sul canale scientifico della Discovery Communications col titolo Hot Rocks: Geology of Civilization - composta da sei episodi di un'ora ciascuno, nel quale è ripercorsa la storia del Mediterraneo. La serie ha vinto il premio per il miglior programma di scienza della Terra allo Jackson Hole Film Festival nel 2005.
Nel 2007, ha partecipato alla serie Journeys into the Ring of Fire, in quattro episodi, nella quale è analizzata la correlazione tra la geologia e le culture umane del Giappone, Perù, Indonesia e California. Nello stesso anno, ha presentato Terra: Il potere del pianeta (Earth: The Power of the Planet, andato in onda negli Stati Uniti come Earth: The Biography), in cinque episodi da un'ora, nel quale analizza come i vulcani, gli oceani, l'atmosfera e il ghiaccio abbiano dato forma al nostro pianeta. Durante le riprese della serie in Madagascar, fu scoperta una nuova specie di formiche, nominata Cerapachys iainstewarti in onore di Stewart. Su tematiche simili, è stata sviluppata anche la serie Ten Things You Didn't Know About...
Nel 2008, ha ripercorso la storia della scienza e della politica sul cambiamento climatico nella serie in tre episodi The Climate Wars Nel 2009, in Hot Planet con Kathy Sykes, riesamina il fenomeno del riscaldamento climatico alla luce della Conferenza ONU sui cambiamenti climatici 2009 a Copenaghen.
Le tematiche dell'evoluzione della Terra e delle forze geologiche che l'hanno guidata sono ripercorse anche in How Earth Made Us (2010). Con Terra: Il potere delle piante (How to Grow a Planet, 2012) ripercorre il contributo delle piante all'evoluzione della vita sul pianeta. L'evoluzione dei continenti è ripercorsa in Rise of the Continents (2013); il comportamento dei vulcani descritto in Volcano Live (2012)
Ha inoltre partecipato a programmi dedicati alla geologia in Scozia, quali Making Scotland's Landscape (2010) e Men Of Rock (2011). Nel 2013 ha curato l'episodio Fracking: The New Energy Rush della serie Horizon dedicato alla tecnica della fratturazione idraulica per l'estrazione petrolifera.

### Ricerca
I suoi principali interessi di ricerca spaziano nell'area dei disastri naturali e sono volti all'identificazione di passate catastrofi naturali (terremoti, tsunami ed eruzioni vulcaniche) accadute nel bacino del Mediterraneo. Stewart si è inoltre specializzato nello studio degli effetti che tali avvenimenti geologici hanno avuto sulla coltura e sulla religione.

## Filmografia
- Rough Science (2004)
- Journeys from the Centre of the Earth (2004)
- Journeys into the Ring of Fire (2007)
- Terra: Il potere del pianeta (Earth: The Power of the Planet, 2007)
- 10 Things You Didn't Know About... (2008)
- Breakfast (2007-2008)
- Earth: The Climate Wars (2008)
- Naked Science  (2008-2009)
- Hot Planet (2009)
- Come la Terra ha plasmato l'uomo (in UK: How Earth Made Us; negli USA: How the Earth Changed History)  (2010)
- Making Scotland's Landscape  (2010)
- Men of Rock  (2010)
- Mad and Bad: 60 Years of Science on TV (2010)
- Terra: Il potere delle piante (How to Grow a Planet, 2012)
- Volcano Live (2012)
- Nascita dei continenti (Rise of the Continents, 2013)
- Horizon (2012-2013)

## Onorificenze
Per la sua attività di divulgatore scientifico, Stewart ha ottenuto nel 2010 un riconoscimento dalla Royal Geographical Society e nel 2013 l'Ordine dell'Impero Britannico. Nello stesso anno, ha ricevuto il Premio Athelstan Spilhaus dall'American Geophysical Union.